# 7-Eleven
7-Eleven (navnet er engelsk og skal udtales som "Seven-Eleven") er en international nærbutikskæde. Det er verdens største kæde af såkaldte convenience stores. Oprindeligt havde de første 7-Eleven butikker i USA åbent fra 7 (am) til 11 (pm) (deraf navnet 7-Eleven), men efterhånden har de fleste åbent døgnet rundt. I Danmark har omkring halvdelen af butikkerne åbent 24 timer i døgnet. Kæden ejes af japanske Seven & I Holdings Co.
7-Eleven findes i over 20 lande, men er mest udbredt i Nordamerika, Asien, Australien og Skandinavien. I Skandinavien drives 7-Eleven-butikker på franchisebasis af norske Reitangruppen (der også ejer Rema 1000 og kioskkæderne Pressbyrån i Sverige og Narvesen i Norge).

## Historie i Danmark
Den første 7-Eleven i Danmark åbnede 14. september 1993 på Trianglen på Østerbro. I første omgang koncentrerede 7-Eleven sig om København, hvor brokvartererne og indre by hurtigt blev dækket af mange butikker. Siden kom Aarhus, Aalborg og Odense til – ligesom der blev åbnet en butik i Roskilde samt en i Hillerød, der dog blev lukket igen. Butikkerne har primært været placeret på gadehjørner, centralt på steder, hvor der færdes mange mennesker.
Fra 2005 begyndte to nye strategier – dels åbning af mindre 7-eleven-kiosker i indkøbscentre og trafikknudepunkter, og dels åbning af 7-eleven-butikker på tankstationer (i samarbejde med Shell). Der har dog også tidligere været forsøg med at åbne 7-Eleven-butikker på tankstationer, men de lukkede igen (blandt andet i Husum og Nykøbing Sjælland). I 2008 bliver 63 YX-tankstationer lavet om til Shell med 7-Eleven.
Der var i april 2023 178 butikker i Danmark.

## DSB 7-Eleven
Pr. 1. september 2008 overtog 7-Eleven alle Kort & Godt-butikkerne på Kystbanen. Efterfølgende står 7-Eleven for salg af både kioskvarer og togbilletter. Nogle stationer fik i denne forbindelse længere åbningstider, og der er blevet døgnåbent på Helsingør Station, Kokkedal Station og Tårnby Station.
26. marts 2010 underskrev DSB og Reitan en aftale om, at Reitan skulle drive 80 Kort og Godt-butikker som DSB 7-Eleven frem til 2014. Aftalen er senere forlænget flere gange, senest til 2027.